# Phương diện quân 18 (Đế quốc Nhật Bản)
Phương diện quân 18 (第18方面軍, Dai jyūhachi hōmen gun) là một đại đơn vị cấp phương diện quân của Lục quân Đế quốc Nhật Bản (tương đương cấp tập đoàn quân), tham chiến trong Thế chiến thứ hai.

## Lịch sử
Phương diện quân 18 được thành lập ngày 4 tháng 1 năm 1943 với tên gọi chính thức là Quân đoàn đồn trú Thái Lan (泰国駐屯軍, Tai-koku Chūtongun). Sau đó, nó được đổi tên thành Binh đoàn 39 vào ngày 14 tháng 12 năm 1944; và, chính thức trở thành Phương diện quân 18 vào ngày 7 tháng 7 năm 1945, ngay sau khi kết thúc cuộc chiến tranh Thái Bình Dương.
Phương diện quân 18 nằm trong biên chế đạo quân Phương Nam, như là một lực lượng dự bị và đồn trú, bề ngoài giúp bảo vệ đồng minh trên danh nghĩa của Đế quốc Nhật Bản là Xiêm chống lại cuộc tấn công của Đồng Minh. Nhưng phương diện quân 18 có mặt để đảm bảo rằng Xiêm vẫn là một đồng minh của Đế quốc Nhật Bản, trụ sở chính của Phương diện quân 18 đặt tại Bangkok.
Phương diện quân 18 giải tán ở Bangkok vào ngày 15 tháng 8 năm 1945, khi Đế quốc Nhật Bản đầu hàng.

## Danh sách Chỉ huy

### Chỉ huy trưởng
|   | Tên                        | Từ                | Tới               | Chú ý                      |
| - | -------------------------- | ----------------- | ----------------- | -------------------------- |
| 1 | Trung tướng Nakamura Aketo | 4 tháng 1, 1943   | 20 tháng 12, 1944 | Quân đoàn đồn trú Thái Lan |
| 2 | Trung tướng Nakamura Aketo | 20 tháng 12, 1944 | 14 tháng 7, 1945  | Binh đoàn 39               |
| 3 | Trung tướng Nakamura Aketo | 14 tháng 7, 1945  | 15 tháng 8, 1945  | Phương diện quân 18        |

### Tham mưu trưởng
|   | Tên                         | Từ                | Tới               |                            |
| - | --------------------------- | ----------------- | ----------------- | -------------------------- |
| 1 | Thiếu tướng Seiji Moriya    | 4 tháng 1, 1943   | 21 tháng 1, 1943  | Quân đoàn đồn trú Thái Lan |
| 2 | Thiếu tướng Yamada Kunitaro | 21 tháng 1, 1943  | 22 tháng 11, 1944 | Quân đoàn đồn trú Thái Lan |
| 3 | Thiếu tướng Yamada Hitoshi  | 22 tháng 11, 1944 | 20 tháng 12, 1944 | Quân đoàn đồn trú Thái Lan |
| 4 | Thiếu tướng Hitoshi Yamada  | 20 tháng 12, 1944 | 9 tháng 7, 1945   | Binh đoàn 39               |
| 5 | Thiếu tướng Tadashi Hanya   | 9 tháng 7, 1945   | 14 tháng 7, 1945  | Binh đoàn 39               |
| 6 | Thiếu tướng Tadashi Hanya   | 14 tháng 7, 1945  | 15 tháng 8, 1945  | Phương diện quân 18        |

## Biên chế
- Binh đoàn 15
- Sư đoàn 4
- Sư đoàn 15
- Sư đoàn 22
- Lữ đoàn độc lập hợp thành 29

### Sách
- Latimer, Jon (2004). Burma: The Forgotten War. London: John Murray. ISBN 978-0719565762.
- Madej, Victor (1981). Japanese Armed Forces Order of Battle, 1937-1945. Game Publishing Company. ASIN: B000L4CYWW.